# Nydansk (sprog)
Nydansk er den sproghistoriske betegnelse for dansk fra 1500-tallet til nutiden. Det kan opdeles i ældre nydansk (1500-1700) og yngre nydansk (fra 1700-tallet og frem til i dag).
Ud over den sproghistoriske betydning af ordet bruges det også om moderne dansk som det tales "nu" uden yderligere specificering (ligesom nudansk).

## Ældre nydansk
Omkring 1500-tallet havde en række ret voldsomme lydlige og grammatiske ændringer af det danske sprog, der fandt sted i middelalderen, fundet sted. Sproget var dermed ikke længere det gammeldansk, der havde en betydelig større lighed med urnordisk, men lignede langt mere det dansk, vi taler i dag. Med bogtrykkerkunsten begyndte en mere standardiseret dansk retskrivning, og dansk vandt indpas i officielle sammenhænge, hvor man før havde brugt latin eller tysk. Således blev flere tekster fra disse sprog efterhånden oversat til dansk. Dansk afløste desuden latin som kirkesprog efter reformationen i 1536. De veluddannede københavneres sprog, som dominerede i centraladministrationen, blev efterhånden en norm for korrekt dansk - det, der udviklede sig til rigsdansk.

## Yngre nydansk
Omkring 1700 var sproget i al væsentlighed samme form som nu, både grammatisk og med hensyn til arten af kerne-ordforrådet. Selvom mange nye ord er kommet ind i sproget og andre er blevet forældede, taler vi altså i dag stadig "yngre nydansk".